# لانگه‌لیله
لانژیل (به هلندی: Langelille) یک منطقهٔ مسکونی در هلند است که در وست‌استلینگ‌ورف واقع شده‌است. لانژیل ۲۲۳ نفر جمعیت دارد.